# Emir Đulović
Emir Đulović (* 7. März 1988 in Tuzla, SFR Jugoslawien) ist ein bosnischer Turbo-Folk-Sänger.

## Leben und Karriere
Emir Đulović wuchs im bosnischen Tuzla auf, wo er auch heute noch lebt. Dort konnte er auch die Musikschule erfolgreich beenden. In Mostar, im Süden Bosniens, konnte er ein Musikstudium ebenfalls erfolgreich beenden. Er wurde 2004 während einer Musikshow mit dem Namen OBN, die in Bosnien stattfand, entdeckt und veröffentlichte daraufhin sein erstes Album.
Seine erfolgreichsten Lieder sind Svadba, Živi Moje Milo, Merlin und das Duett Burma, das er mit Sasa Kapor Anfang 2016 veröffentlichte.

## Diskografie

### Alben
- 2004: Srebreno Jutro
- 2006: Magija Ljubavi
- 2009: Igraj Hano
- 2014: Moja Lalo
- 2022: Novogodišnji Show
- 2023: Živi Moje Milo

### Live-Alben
- 2021: Kafansko veče

### Singles (Auswahl)
| - 2004: Sarajevo - 2004: Narcisi - 2006: Habibi (Original: Amr Diab – Nour El Ain) - 2006: Volim te do bola - 2009: Igraj Hano - 2009: Leylim Ley (Original: İbrahim Tatlıses) - 2014: Moja Lalo - 2014: Sultan - 2016: Burma (feat. Sasa Kapor) - 2018: Cipele (feat. Andreana Čekić) - 2019: Prete Mi (feat. Vuk Mob) - 2019: Svadba (feat. Rada Manojlović) - 2019: Merlin | - 2020: Gipsy Dance (feat. Dr. Folk) - 2021: Roker U Duši - 2022: Klinika Za Pijance - 2023: Kolko Te Obicah (feat. Desi Slava) - 2023: Paranoja (feat. Gazda Paja) - 2023: Osmi dan (feat. Sladja Allegro) - 2023: Živi Moje Milo - 2023: Ambis - 2023: Superstar - 2023: Dvadesete - 2023: Halali (mit Dado Polumenta) - 2024: Skote Moj (mit Sandra Afrika) |